# 布凱灣
布凱灣（英語：Bouquet Bay）是南極洲的海灣，意為「花束灣」，位於帕默群島，處於布拉班特島北部和列日島之間，寬7公里，由法國探險隊發現，現時由南極條約體系管理。
64°03′00″S 62°10′00″W / 64.05°S 62.166667°W